# Turó del Vent (Santa Coloma de Farners)
El Turó del Vent és una muntanya de 442 metres que es troba al municipi de Santa Coloma de Farners, a la comarca de la Selva.
Aquest cim està inclòs al llistat dels 100 cims de la FEEC